# Айрленд, Стивен
Сти́вен Джеймс А́йрленд (англ. Stephen James Ireland; родился 22 августа 1986, Корк) — ирландский футболист, полузащитник.

## Клубная карьера
Айрленд начал играть в футбол в городе Кове за молодёжную команду «Ков Рэмблерс», за которую ранее играл его отец Майкл. В школьном возрасте Айрленд проходил пробные испытания в ряде британских клубов, но некоторых смутила болезнь Шлаттера, которой он заболел в подростковом возрасте. В возрасте 15 лет Айрленд поступил в футбольную академию «Манчестер Сити». Он сыграл несколько товарищеских матчей за основной состав «Сити» в предсезонном туре команды 2005 года, а 18 сентября 2005 дебютировал за основной состав в матче Премьер-лиги против «Болтон Уондерерс», выйдя на замену на 81-й минуте встречи. Уже в следующем матче против «Донкастер Роверс», который состоялся 21 сентября 2005, Айрленд вышел на поле в стартовом составе команды. 2 октября 2005 года он провёл свою первую игру в стартовом составе команды в Премьер-лиге в матче против «Эвертона», получив по итогам встречи звание «игрок матча». Следующие шесть матчей он также попадал в стартовый состав, после чего подписал контракт с клубом до 2009 года.
17 августа 2010 года руководство «Манчестер Сити» приобрело у «Астон Виллы» Джеймса Милнера примерно за 26 миллионов фунтов, причём часть этой суммы была компенсирована трансфером Айрленда, отправленного в обратном направлении. Стивен подписал с бирмингемским клубом контракт на четыре года.
В начале 2011 года Айрленд, не сумевший закрепиться в основном составе «Астон Виллы», был взят в аренду до конца сезона 2010/11 «Ньюкаслом». В «Ньюкасл» игрок приехал уже травмированным и дебютировал в составе команды лишь 19 апреля 2011 года в матче с «Манчестер Юнайтед». В конце апреля он вернулся в «Астон Виллу», получив очередную травму. За время пребывания в составе «Ньюкасла» Айрленд провёл на поле лишь 49 минут и запомнился лишь скандалом, связанным с посещением ночного клуба накануне матча.

## Карьера в сборной
Айрленд выступал за молодёжную сборную Ирландии под руководством Брайана Керра. В этот период между игроком и тренером возникли разногласия, после которых Айрленд, оставленный вне основного состава молодёжной сборной, попросил разрешения вернуться домой в Манчестер, на что Керр пообещал никогда больше не приглашать Стивена в сборную. Позднее Керр стал тренировать взрослую сборную Ирландии и своё обещание сдержал. В январе 2006 года сборную возглавил Стив Стонтон, который решил пригласить в команду Айрленда, проводившего неплохой сезон в «Манчестер Сити». Новичок сборной дебютировал 1 марта 2006 года в товарищеском матче со сборной Швеции, завершившемся победой ирландцев со счётом 3:0.
Айрленд сыграл ещё 6 матчей за сборную Ирландии, в которых отметился 4 забитыми голами. В сентябре 2007 года перед важным матчем со сборной Чехии Айрленд попросил Стонтона отпустить его из команды, поскольку умерла его бабушка. Пресса вскоре выяснила, что обе бабушки Айрленда ещё живы. Футболист, некоторое время пытавшийся отпираться, признался, что солгал и назвал истинной причиной своего отъезда из сборной желание посетить свою девушку в Корке, у которой якобы случился выкидыш. После этого случая Айрленд больше не вызывался в сборную Ирландии ни Стонтоном, ни сменившим его Джованни Трапаттони.

## Личная жизнь
С матерью своего первого сына, родившегося в 2003 году, Айрленд расстался ровно через восемь месяцев. В британской прессе постоянно представляется как транжира и расточитель, хотя сам отрицает это.

## Клубная статистика
Данные приведены на 31 января 2012 года.
| Клуб             | Сезон            | Чемпионат | Чемпионат | Кубок | Кубок | Кубок Лиги | Кубок Лиги | Еврокубки | Еврокубки | Итого | Итого |
| Клуб             | Сезон            | Игры      | Голы      | Игры  | Голы  | Игры       | Голы       | Игры      | Голы      | Игры  | Голы  |
| ---------------- | ---------------- | --------- | --------- | ----- | ----- | ---------- | ---------- | --------- | --------- | ----- | ----- |
| Манчестер Сити   | 2005/06          | 24        | 0         | 3     | 0     | 1          | 0          | —         | —         | 28    | 1     |
| Манчестер Сити   | 2006/07          | 24        | 1         | 4     | 2     | 1          | 0          | —         | —         | 29    | 3     |
| Манчестер Сити   | 2007/08          | 33        | 4         | 3     | 0     | 3          | 0          | —         | —         | 39    | 4     |
| Манчестер Сити   | 2008/09          | 35        | 9         | 0     | 0     | 1          | 1          | 14        | 3         | 50    | 13    |
| Манчестер Сити   | 2009/10          | 22        | 2         | 6     | 0     | 3          | 1          | —         | —         | 31    | 3     |
| Астон Вилла      | 2010/11          | 10        | 0         | 0     | 0     | 0          | 0          | 2         | 0         | 12    | 0     |
| Ньюкасл Юнайтед  | 2010/11          | 2         | 0         | 0     | 0     | 0          | 0          | —         | —         | 2     | 0     |
| Астон Вилла      | 2011/12          | 10        | 1         | 2     | 0     | 2          | 0          | —         | —         | 14    | 1     |
| Всего за карьеру | Всего за карьеру | 160       | 17        | 18    | 2     | 12         | 2          | 16        | 3         | 204   | 24    |